# 大原綜合病院
大原綜合病院（おおはらそうごうびょういん）は、福島県福島市上町にある一般財団法人大原記念財団が運営する医療機関。地域医療支援病院であり開放型病院である。また、地域周産期母子医療センターの指定等を受け、福島市をはじめとした県北地方の地域医療の中核を担っている。

## 概要
福島市中心部にある本院の他、回復期病院の大原医療センターなどがある。
2011年2月10日、大原医療センター設立時の負債の増大に加え、本院の施設老朽化や医師不足による病床稼働率の低下により資金繰りが悪化、企業再生支援機構による再生支援が決定した。支援体制が整ったこの日は東日本大震災の発生前日で、再建は震災対応の中で進められた。
2015年10月、福島県福島市大町6番11号の旧所在地から福島警察署前交差点を挟んで斜向かいの福島市水道局跡地に新病院の建設工事が着工され、2017年8月竣工、2018年1月1日に入院患者の移送を行い、開院した（外来患者の受け入れは2018年1月4日から開始）。
新病院棟は地上10階建て、延床面積約26,300平方メートル、病床数353床で、高度治療室（HCU）、新生児集中治療管理室（NICU）が設けられている免震構造。
周辺地域は福島市中心市街地活性化基本計画の主要事業に指定されており、開業に先んじて隣接地（上町テラス）に時間貸の立体駐車場（430台収容）が開業した。
大町の旧所在地は2019年7月より、時間貸の平面駐車場（144台収容）として一般供用されている。

## 医療施設
- 大原綜合病院（上町）：急性期
- 大原医療センター（鎌田・病床数186床）：回復期

## 財団関連施設

### 健診予防センター
人間ドック、生活習慣病予防健診専門施設。旧称「大原健康クリニック」。本院の県庁通りを挟んで向かい側に建つ三共福島ビル5階から、2018年1月1日大原綜合病院3階に移転および改称。

### 大原訪問看護ステーション
看護師や理学療法士が訪問し、在宅療養者へ看護業務やリハビリを行う。大原医療センターに本部を置き、大原綜合病院にサテライトスポットを設けている。

### 大原看護専門学校（鎌田）
看護職者（看護師・助産師・保健師）を養成する専門学校。大原医療センターの北幹線を挟んではす向かいに位置する。

### エンゼル保育所（上町）
従業員の子を対象とした保育施設。

## 歴史・沿革
- 1892年（明治25年）1月10日 - 大原一、原有隣が共同開業[4][1]。
- 1896年（明治29年）3月1日 - 大原が独立し、南裡師範学校前の福島町南裡2の4番地に大原医院を開設[4]。
- 1898年（明治31年）4月1日 - 大町6番11号に大原医院を新築移転[4]。
- 1903年（明治36年） - 大原病院に改称[4]。
- 1925年（大正14年） - 2代目院長、大原八郎が野兎病を発見する[4][1]。
- 1951年（昭和26年） - 大原綜合病院に改称[4]。
- 1952年（昭和27年） - 財団法人大原綜合病院設立[4]。
- 1958年（昭和33年） - 金谷川診療所開設[4]。
- 1960年（昭和35年） - 市内南沢又に精神科分院の清水分院開設[5]。
- 1968年（昭和43年） - 附属エンゼル保育所開設[4]。
- 1972年（昭和47年） - 清水分院を清水病院に改称[4]。
- 1973年（昭和48年） - 大原高等看護学院開設[4]。
- 1973年（昭和48年） - 財団法人大原綜合病院内に大原研究所を設置[4]。
- 1977年（昭和52年） - 大原高等看護学院を大原看護専門学校に改称[4]。
- 1990年（平成2年） - 市内鎌田に附属大原医療センター開設[4]。
- 1992年（平成4年） - 金谷川診療所を閉鎖。
- 1995年（平成7年） - 附属大原健康クリニック開設[4]。
- 1997年（平成9年） - 大原訪問看護ステーション開設[4]。
- 2001年（平成13年） - 臨床研修施設指定[4]。
- 2008年（平成20年）9月26日 - 地域医療支援病院の承認を受ける。
- 2011年（平成23年） - 企業再生支援機構による支援決定[4]。
- 2013年（平成25年）4月 - 財団法人大原綜合病院を一般財団法人大原綜合病院に改称[4]。
- 2015年（平成27年）10月 - 福島県福島市上町6番1号に新病院着工。
- 2016年（平成28年）4月1日 - 一般財団法人大原綜合病院を一般財団法人大原記念財団に改称[4]。
- 2018年（平成30年）1月1日 - 新病院完成、移転開業（1月4日に外来診療開始）[4]。
- 2025年（令和7年）4月30日 - 清水病院で閉院式（大原医療センターに統合移転）[5]。

## 診療科

### 大原綜合病院（本院）
- 内科
  - 内科
  - アレルギー科
  - リウマチ科
  - 呼吸器内科
  - 糖尿病内分泌内科（2020年7月：糖尿病内科より名称変更）
- 循環器内科
- 腎臓内科
- 消化器内科（2018年1月：胃腸科より名称変更）
- 脳神経内科（2020年7月：神経内科より名称変更）
- 総合診療科
- 小児科
- 小児外科
- 外科
  - 甲状腺科（2020年7月：新設）
  - 甲状腺内分泌外科（2020年8月：新設）
- 呼吸器外科
- 形成外科
- 心臓血管外科
- 脳神経外科
- 整形外科・脊椎外科
- リハビリテーション科
- 耳鼻咽喉科・頭頸部外科
- 眼科
- 産婦人科
- 乳腺外科
- 歯科口腔外科
- 泌尿器科・泌尿器内視鏡外科
- 眼科
- 産婦人科
- 心療内科・精神科
- 放射線科
- 麻酔科
- 病理診断科

### 大原医療センター
- 内科
- 整形外科
- リハビリテーション科（入院患者専用）

### 健診予防センター（本院内）
- 人間ドック
- 生活習慣病健診

## 指定
- 地域医療支援病院
- 地域周産期母子医療センター

## 周辺
- 福島県警察福島警察署
- 福島市立福島第一小学校
- 福島県庁
- 三共福島ビル（福島放送福島支社）

## 交通アクセス
- 福島駅東口から徒歩で約10分。
- 福島交通「大原綜合病院」バス停下車。